# Малые Ясырки (Панинский район)
Малые Ясырки — посёлок в Панинском районе Воронежской области.
Входит в состав Росташевского сельского поселения.

## География
Посёлок расположен в центральной части поселения.

### Улицы
- ул. Центральная

## История
Основан в начале XX века.

## Население
| 2000 | 2005 | 2007 | 2010 |
| ---- | ---- | ---- | ---- |
| 36   | ↘35  | ↘24  | ↘12  |